# Csordás Csaba
Csordás Csaba (Kecskemét, 1977. augusztus 9. –) magyar labdarúgó. Volt U17-es és U21-es válogatott, felnőtt válogatott kerettag. Az MTK-val bajnok, a Sopronnal Magyar Kupa győztes. 1997-ben részt vett a Malajziai Ifjúsági Világbajnokságon. Jobb oldali támadóként beadásaival segítette a társait, de ő is gyakran kivette a részét a gólszerzésből.

## Pályafutása

### A 2008–09-es szezonban
Csordás Csaba szerezte a Kecskeméti TE első élvonalbeli gólját a Paks ellen, a 15. percben, tizenegyesből. Később még 13 további találattal a csapat házi gólkirálya lett, és a sportnapilap beválasztotta az év csapatába is. A KTE szurkolói szintén őt választották meg az idény legjobbjának, a csapat honlapján indított szavazáson. A csapat összes élvonalbeli mérkőzésén pályára lépett.

### A 2009–10-es szezonban
Továbbra is fontos játékosa volt a csapatának, azonban a 16. fordulóban kapott piros lapja miatt egy mérkőzést ki kellett hagynia, ez volt az első élvonalbeli mérkőzése a Kecskemétnek, amelyen nem lépett pályára. Ő szerezte a KTE 100. élvonalbeli gólját, a Ferencvárosi TC ellen. 11 találatával második lett a klub házi góllövőlistáján.

## Edzőként
2020 novemberéig a Siófok pályaedzője volt.

## Magánélete
Érdekesség, hogy a meccseket megelőző napon mindig egy nagy adag sajtos tejfölös tésztát fogyasztott. Édesapja szintén Kecskeméten volt labdarúgó. A csapat legnépszerűbb játékosai közé tartozott, így a pályán kívül több civil jellegű felkérést is kap.

## Sikerei, díjai
MTK Budapest
- Magyar bajnok: 1998–1999

 FC Sopron
- Magyar kupagyőztes: 2004–2005

 Kecskeméti TE
- Magyar kupagyőztes: 2010–2011

Szuperkupa-győztes: 1999